# Picrophilus oshimae
A Picrophilus oshimae a Picrophilus nembe tartozó Archaea faj. Az archeák – ősbaktériumok – egysejtű, sejtmag nélküli prokarióta szervezetek. 1996-ban írták le. Egy fumarolában találták Hokkaidón, Japánban. A termálvíz pH-ja a fumarolában 2,2 volt.